# Borsteler Moor
Das Borsteler Moor ist ein Naturschutzgebiet in der niedersächsischen Gemeinde Borstel in der Samtgemeinde Siedenburg im Landkreis Diepholz und in der Gemeinde Pennigsehl in der Samtgemeinde Weser-Aue im Landkreis Nienburg.
Das Naturschutzgebiet mit dem Kennzeichen NSG HA 178 ist 495 Hektar groß. Davon entfallen auf den Landkreis Diepholz 480 Hektar, auf den Landkreis Nienburg 15 Hektar. Das Gebiet steht seit dem 6. Juni 1996 unter Naturschutz. Zuständige untere Naturschutzbehörden sind die Landkreise Diepholz und Nienburg.

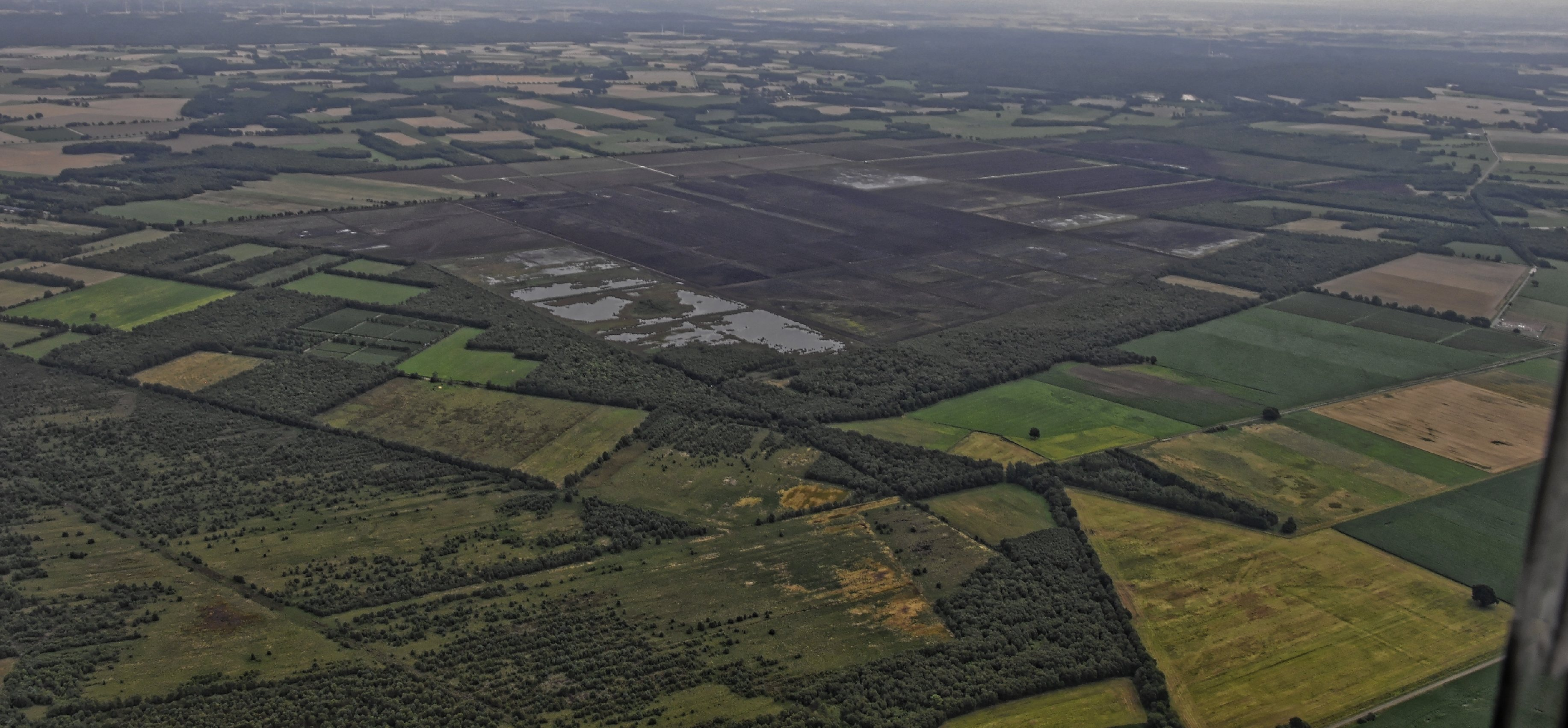
Borsteler Moor (Luftbild; das Borsteler Moor ist im Vordergrund links zu sehen)

Das Naturschutzgebiet liegt südlich von Borstel zwischen Sulingen und Nienburg. Es stellt den nördlichen Teil des Großen Borsteler Moores, einem ausgedehnten Hochmoor in der Diepholzer Moorniederung unter Schutz. Im Zentrum des Moores fand zum Zeitpunkt der Unterschutzstellung industriell Torfabbau statt. Die Flächen werden nach dem Ende der Nutzung renaturiert. Im Randbereich des Naturschutzgebietes finden sich neben landwirtschaftlichen genutzten Flächen, es handelt sich dabei überwiegend um Grünland, vereinzelt auch Ackerflächen, auch zahlreiche ungenutzte Flächen, die überwiegend verbuscht sind.
Das Moorgebiet wird über Gräben hauptsächlich zur Siede entwässert, die ein Nebenfluss der Großen Aue ist, die ihrerseits südlich von Nienburg in die Weser fließt. Westlich des Siede schließt sich das Naturschutzgebiet „Siedener Moor“ an. Südlich des Naturschutzgebietes befindet sich ein großes Torfabbaugebiet im Großen Moor auf dem Gebiet der Gemeinde Pennigsehl im Landkreis Nienburg.